# Lansing (Illinois)
Lansing è un comune degli Stati Uniti d'America, situato in Illinois, nella contea di Cook. Si trova a pochi km a sud di Chicago.